# 221 Еос
221 Еос (221 Eos) — астероїд головного поясу, відкритий 18 січня 1882 року Йоганном Палізою у Відні.